# Campagne perse
Première Guerre mondiale
Batailles
Front du Moyen-Orient
- Afrique du Nord
- Caucase
- Perse
- Dardanelles
- Mésopotamie
- Sinaï et Palestine
- Arménie
- Ctésiphon (11-1915)
- Kut-el-Amara (12-1915)
- Romani (8-1916)
- Magdhaba (12-1916)
- Révolte arabe
- Rafa (1-1917)
- Bagdad (3-1917)
- 1re Gaza (3-1917)
- 2e Gaza (4-1917)
- Aqaba (7-1917)
- Beer-Sheva (10-1917)
- 3e Gaza (11-1917)
- Jérusalem (12-1917)
- Megiddo (9-1918)
- Damas (9-1918)
- Alep (10-1918)

Front d'Europe de l’Ouest
Front italien
Front d'Europe de l'Est
Front des Balkans
Front africain
Bataille de l'Atlantique
La campagne de Perse est une campagne du front oriental de la Première Guerre mondiale dans laquelle les Alliés, représentés par l'empire britannique et principalement par des troupes de l'Empire des Indes, ont contenu les empires centraux, notamment l'Empire allemand et l'Empire ottoman.

## Historique du conflit

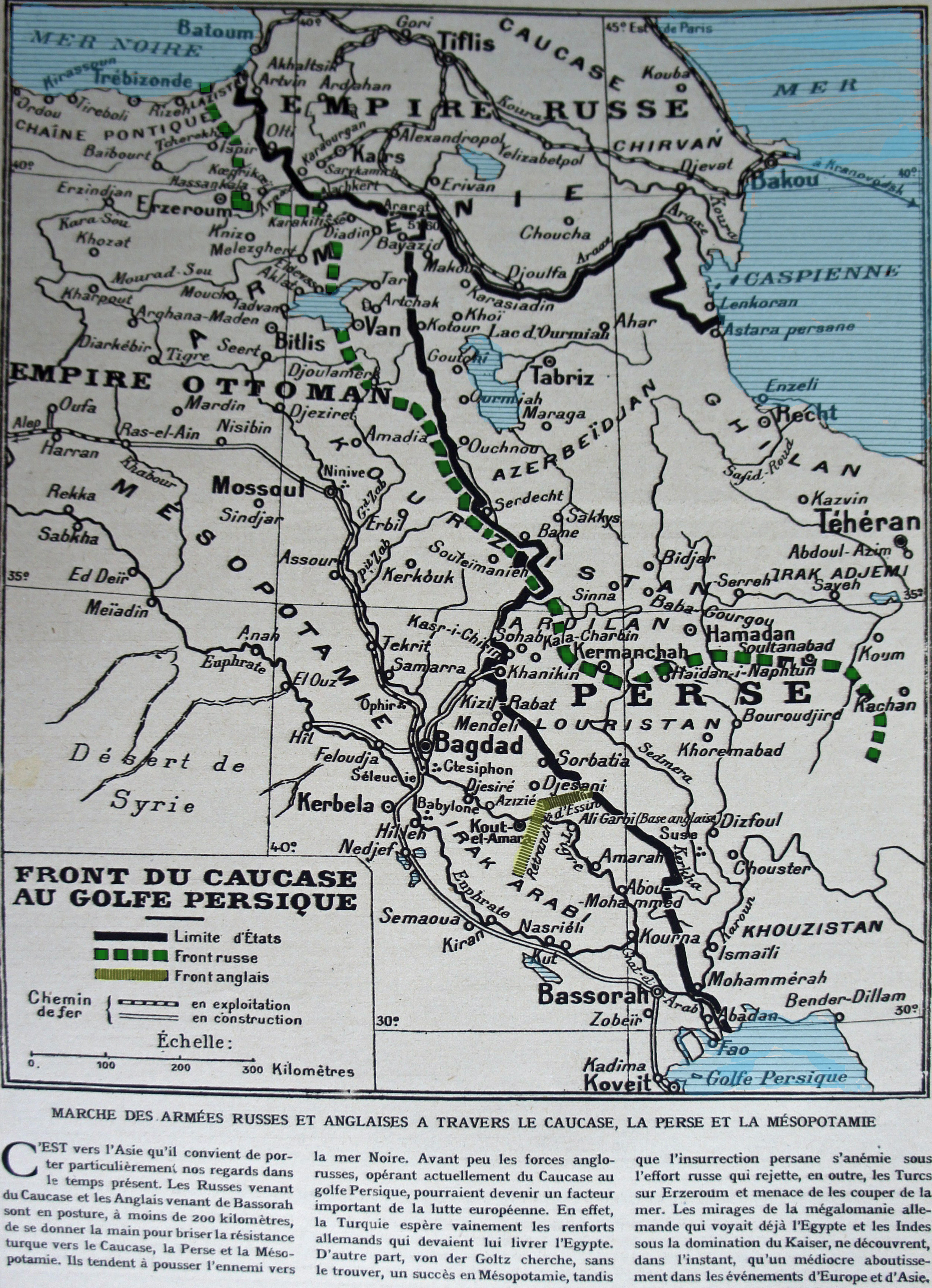
L'avance maximale des Alliés en 1916.

La Perse – l'actuel Iran – a déclaré sa neutralité lors du déclenchement de la Première Guerre mondiale, mais a été affectée par la rivalité entre les Alliés et les empires centraux. La Perse a des réserves significatives de pétrole et est stratégiquement située entre l'Afghanistan et trois États participant au conflit : l'Empire ottoman, la Russie et l'empire britannique, chacun des camps essayant d'entraîner des chefs locaux en profitant du désordre de la fin de la dynastie Kadjar. 
Le combat principal dans ce théâtre d'opération survient quand une force composée principalement de Russes tente de traverser la Perse occidentale afin d'essayer d'aider la garnison britannique assiégée à Kut, en Irak, vers la fin de 1915. La force russe est encore à 90 kilomètres de la frontière mésopotamienne quand la garnison de Kut capitule le 29 avril 1916. 
Des accrochages mineurs se produisent dans ce secteur perse tout le reste de la guerre, la plupart du temps autour de la ville de Hamadan. La Russie a eu des vues au cours de ces opérations, espérant atteindre le golfe Persique et y établir un port, mais elle n'a pu atteindre cet objectif. 
Wilhelm Wassmuss, appelé le Lawrence allemand, était un fonctionnaire consulaire allemand en Perse qui aimait le désert, et portait des robes longues comme les membres des tribus du désert. Il persuade ses supérieurs à Constantinople qu'il pourra mener les tribus persanes à une révolte contre la Grande-Bretagne. En 1915, il établit le contact avec les chefs locaux et distribue des brochures poussant la révolte. Il est capturé par un chef local, mais parvient à s'échapper des mains des Britanniques qui le retenaient. 
Pendant les derniers mois de la guerre, alors que la Russie, en pleine révolution bolchevique, n'est plus en état de défendre le Caucase, l'armée britannique de Lionel Dunsterville traverse la Perse, en contournant Tabriz et d'autres villes tenues par les Ottomans, pour tenter d'empêcher les Allemands et les Ottomans de s'emparer du pétole de Bakou. Défaite à la bataille de Bakou, elle doit évacuer l'Azerbaïdjan le 15 septembre 1918.
La guerre civile russe s’est étendue à des régions du nord de la Perse. Des unités de la Grande-Bretagne, des Blancs russes et de l’Armée rouge, des guérilleros perses et des unités perses régulières ont été impliqués dans ces batailles.
Ces affrontements militaires ont conduit à un coup d’État le 21 février 1921, dirigé par Seyyed Zia'eddin Tabatabai et Reza Khan, un commandant alors inconnu d’une unité de la Brigade cosaque persane. Après la signature du traité d’amitié soviéto-persan le 25 février 1921, les unités soviétiques se retirèrent du nord de l’Iran. Les unités britanniques s’étaient déjà retirées sur le territoire de l’Irak actuel.